# Tyson Kidd
Theodore James (TJ) Wilson, znany jako Tyson Kidd (ur. 11 maja 1980 w Calgary) – kanadyjski wrestler. Występuje w federacji World Wrestling Entertainment w rosterze WWE SmackDown!.
Zadebiutował w federacji WWE w rosterze Extreme Championship Wrestling, następnie przeszedł na SmackDown! W wyniku draftu został przeniesiony na WWE RAW, gdzie zdobył WWE Unified Tag Team Championship wspólnie z DH Smithem. Jego życiową partnerką jest zawodniczka z Hart Dynasty – Natalya. Był mentorem Lucky'ego Canonna w 5 sezonie NXT. Następnie założył on Tag Team z Justinem Gabrielem jednak nigdy nie zdobyli oni pasów Tag Team. W 2015 roku razem z Cesaro założyli Tag Team i na gali Fastlane 2015 zdobyli tytuły.

## Osiągnięcia
World Wrestling Entertainment
- WWE Unified Tag Team Championship

Florida Championship Wrestling
- FCW Florida Tag Team Championship
- FCW Southern Heavyweight Championship